# Model Penal Code
Der Model Penal Code (MPC) ist ein zwischen 1952 und 1962 vom American Law Institute ausgearbeitetes Musterstrafgesetzbuch für die Bundesstaaten der Vereinigten Staaten. Im Gegensatz zu Gesetzen, die von demokratisch legitimierten Verfassungsorganen erlassen werden, hat das von einem Expertengremium unter der Leitung des amerikanischen Juristen Herbert Wechsler geschaffene Musterstrafgesetzbuch keine rechtsverbindliche Wirkung. Daher kann sich weder eine Prozesspartei auf den MPC berufen, noch darf er von Gerichten unmittelbar angewandt werden. 

## Bedeutung
Bedeutung hat der MPC aber insofern, als er Anlass für mittlerweile fast 40 der 50 Bundesstaaten war, ihre Strafgesetze dem modernen System und den formulierten Zielen des MPC entsprechend umzugestalten. Während die Mehrheit dieser 40 Staaten nur Teile des Codes in bestehende Gesetze integrierten, haben New Jersey, New York, Pennsylvania und Oregon beinahe alle der MPC-Vorschriften übernommen.
Auch wenn der MPC auf das Strafrecht der meisten Bundesstaaten großen Einfluss hatte, unterscheidet es sich auch heute noch teilweise stark voneinander (vgl. z. B. Todesstrafe, Schwangerschaftsabbruch und Schutzalter). Das im Verhältnis zum Recht der Bundesstaaten nur geringfügig bedeutsame Bundesstrafrecht, das vor allem im 18. Kapitel des United States Code enthalten ist, wurde trotz der anerkannten Vorteile des Model Penal Code bisher noch nicht reformiert. Ebenso unbeeinflusst blieben die Gesetze Kaliforniens.
Weiterhin wirkt sich der Code in allen 51 Rechtsordnungen der USA mittelbar aus, weil US-amerikanische Gerichte bei der Auslegung von Straftatbeständen auf die zum Model Penal Code entwickelten Grundsätze und Rechtsprechung selbst dann zurückgreifen, wenn er im betreffenden Staat nicht einmal nur teilweise übernommen wurde. Als Hilfestellung zur Interpretation einzelner Deliktsmerkmale dient hierbei insbesondere der mehrbändige Kommentar zum MPC.

## Aufbau
Der MPC besteht aus vier Teilen: Die ersten beiden enthalten das Kernstrafrecht in Form eines allgemeinen (I.) und eines besonderen Teils (II.), während sich die letzten beiden (III. und IV.) dem Strafvollzugsrecht widmen (Model Correctional Code). Somit ergibt sich der folgende Aufbau:
- Model Penal Code im engeren Sinne
  - Part I. General Provisions (Allgemeine Vorschriften)
  - Part II. Definition of Specific Offenses (Straftatbestände im Einzelnen)
- Model Correctional Code
  - Part III. Treatment and Correction (Behandlung und Besserung)
  - Part IV. Organization of Correction (Organisation der Besserung)

## Hauptmerkmale
Eine wesentliche Neuerung des MPC ist die systematische Ausarbeitung allgemeiner Verbrechensmerkmale in einem dem Straftatenkatalog vorangestellten Abschnitt. In diesem allgemeinen Teil formuliert der Code nicht nur seine Zwecke und Ziele, sondern definiert auch Begriffe wie Handlung (§ 2.01), Kausalität (§ 2.03), Vorsatz (§ 2.05), Tatbestandsirrtum (§ 2.04(1)) und Teilnahme (§ 2.06). Des Weiteren werden Rechtfertigungsgründe wie Notwehr (§ 3.04) und Notstand (§ 3.02) sowie Entschuldigungsgründe wie Schuldunfähigkeit wegen seelischer Störung (§ 4.01) oder Strafunmündigkeit (§ 4.10) normiert.
Der besondere Teil enthält einen Katalog von Straftatbeständen, der – erstmals in den USA – Verbrechen und Vergehen nicht bloß alphabetisch aneinanderreiht, sondern sie systematisch nach ihren geschützten Rechtsgütern wie folgt gliedert:
- Offenses against the existence or stability of the state (Straftaten gegen den Bestand oder gegen die Stabilität des Staates)
- Offenses involving danger to the person (Straftaten gegen die Person)
- Offenses against property (Straftaten gegen das Eigentum)
- Offenses against the family (Straftaten gegen die Familie)
- Offenses against public administration (Straftaten gegen die öffentliche Verwaltung)
- Offenses against public order and decency (Straftaten gegen die öffentliche Ordnung und gegen den Anstand)
- Miscellaneous offenses (Verschiedene Straftaten)
  - Narcotics (Drogen)
  - Alcoholic beverages (Alkoholische Getränke)
  - Gambling (Glücksspiel)
  - Offenses against tax and trade laws (Steuer- und Handelsstrafrecht)